# Kuruvel Thimmanahalli, Nelamangala
Kuruvel Thimmanahalli là một làng thuộc tehsil Nelamangala, huyện Bangalore Rural, bang Karnataka, Ấn Độ.